# 島村清孝
島村 清孝（しまむら きよたか、1980年8月26日 - ）は、埼玉県出身の陸上競技選手。長距離種目・マラソンが専門。花咲徳栄高等学校、駒澤大学卒業。

## 概要
駒澤大学時代は箱根駅伝出場を果たすなど中心選手として活躍。第79回大会では極度の緊張から体調不良を起すも強行出場し9区を走り、逆転優勝に貢献。後にインタビューで「監督車から(大八木弘明助監督の)声が聞こえたとき、反射的に身体が動いた」と語っている。
大学卒業後エスビー食品に入社。
ちなみに花咲徳栄高等学校、駒澤大学時代とも主将をしている。
エスビー食品入社1年後に坂斉亨と高校時代以来の同じチームになる。

## 主なベスト記録
- 10000m　28分41秒24
- ハーフマラソン　1時間2分26秒
- マラソン　2時間15分台

## 10位以内に入賞した大会
- 2003年　加古川ハーフマラソン優勝
- 2005年　熊日30kmロードレース4位
- 2006年　コンシェマラソン（スロバキア）10位
- 2006年　府中多摩川ハーフマラソン優勝